# 割舌树
割舌树（学名：Walsura robusta）为楝科割舌树属下的一个种。

## 扩展阅读
- 維基物種上的相關：割舌树